# Gilbert Maurer
Pour les articles homonymes, voir Maurer.
Gilbert Maurer, né le 29 mars 1952 à Ingwiller (Bas-Rhin), est un homme politique français.

## Détail des fonctions et des mandats
Mandat local
- 13 mars 1983 - 16 mars 2008 : Maire de Goetzenbruck

Mandat parlementaire
- 1er juin 1997 - 18 juin 2002 : Député de la 5e circonscription de la Moselle